# Cardigan (chanson)
Pour les articles homonymes, voir Cardigan (homonymie).
Singles de Taylor Swift
The Man
(2020) exile
(2020)
cardigan (stylisé en minuscules) est une chanson enregistrée par l'autrice-compositrice-interprète américaine Taylor Swift. Elle est sortie en tant que premier single de son huitième album studio, folklore (2020), le 27 juillet 2020, via Republic Records. Écrite par Swift et son producteur Aaron Dessner, cardigan est une ballade folk, soft rock et indie rock à combustion lente, avec un arrangement dépouillé d'un piano tendre, d'une batterie qui claque et de violons mélancoliques.
Les paroles de la chanson parlent d'une romance réconfortante perdue dans les souvenirs, du point de vue d'une narratrice nommée Betty, l'un des nombreux personnages fictifs racontés dans folklore . Un clip vidéo d'accompagnement de la chanson, écrit, réalisé et stylé par Swift, est publié parallèlement au lancement de l'album. La vidéo est décrite comme suivant une esthétique de rêve et de cottagecore, mettant en vedette Swift dans trois contextes différents : un « cottage confortable » dans les bois, une forêt couverte de mousse et une mer sombre et orageuse, qui représente le concept des différentes phases d'une relation. cardigan est salué par les critiques musicaux pour son écriture poétique et son son décontracté. Elle reçoit des nominations pour la chanson de l'année et la meilleure performance pop solo aux 63e Grammy Awards annuels. Une version acoustique de la chanson, intitulée Cabin in Candlelight, est également sortie.
Commercialement, cardigan fait ses débuts au sommet du classement mondial des chansons Spotify avec plus de 7 742 millions de streams, ce qui est la meilleure première journée d'une chanson sur la plateforme en 2020. cardigan devient le sixième single de Taylor Swift à atteindre la première place du classement du Billboard Hot 100 depuis le début de sa carrière. Parallèlement aux débuts de folklore au sommet du Billboard 200 la même semaine, elle devient la première artiste à faire ses débuts simultanément au sommet du Hot 100 et du Billboard 200. cardigan atteint également la première place des classements Hot Alternative Songs, Hot Rock & Alternative Songs, Streaming Songs et Digital Song Sales, faisant de Swift la première artiste de l'histoire à remporter atteindre la première place de 20 classements différents avec une seule chanson. Elle atteint le numéro un en Australie, le top dix au Canada, en Irlande, en Malaisie, en Nouvelle-Zélande, à Singapour et au Royaume-Uni, et le top 20 au Danemark, en Estonie, en Lituanie et en Écosse.

## Développement et composition
cardigan est écrite par Taylor Swift et Aaron Dessner, et est produit par Dessner. La chanson est une chanson mélancolique, à combustion lente, folk, soft rock et indie rock portée par un arrangement dépouillé d'un piano tendre et d'un échantillon de batterie claquant, dans une atmosphère maussade,. Elle est écrite dans la tonalité de mi ♭ majeur et a un tempo modérément rapide de 130 battements par minute. Les paroles affichent de la confiance, mais sont aussi « légèrement aigries ». Swift dit à ses fans que cardigan parle « d'une romance perdue et pourquoi le jeune amour est souvent fixé de manière si permanente dans nos mémoires ». C'est l'un des trois morceaux de l'album qui dépeignent le même triangle amoureux sous trois angles différents à différents moments de leur vie, les deux autres étant august et betty.
Dans la chanson, Swift chante du point de vue d'un personnage fictif nommé Betty, qui rappelle la séparation et l'optimisme durable d'une relation avec quelqu'un nommé James. Tout en faisant la promotion de la version en édition limitée du single, Swift déclare aux fans qu'elle avait envoyé le mémo vocal original du texte à Aaron Dessner le 27 avril 2020, après avoir entendu les morceaux instrumentaux qu'il avait créés. Dessner déclare que cardigan est la première chanson écrite pendant leur collaboration, et est la première chanson de l'album. Dessner ajoute que Taylor Swift a écrit les paroles de sa piste instrumentale en environ cinq heures. Roisin O'Connor de The Independent compare la chanson à Call It What You Want issue de son sixième album studio, Reputation (2017), tandis que Bobby Olivier de Spin la compare à Wildest Dreams de son cinquième album studio, 1989 (2014).

## Réception critique
Callie Ahlgrim d'Insider Inc. qualifie les paroles de cardigan de « moyen efficace d'évoquer le jeune amour et l'innocence perdue », les décrivant comme simples, pointues et extrêmement poignantes. Jillian Mapes de Pitchfork écrit que « les détails qui se chevauchent et le dispositif de cadrage central — d'un cardigan oublié et retrouvé sans arrière-pensée — sont du pur Swift ». Courteney Larocca d'Insider Inc. estime que la chanson a des airs de Lana Del Rey. Laura Snapes de The Guardian décrit la chanson comme « caverneuse et scintillante comme une piscine rocheuse dans une grotte ». Jill Gutowitz de Vulture.com qualifié cardigan d'« adorable, et pourtant, encore une fois, blessant ».
La journaliste de NME Hannah Mylrea définit la chanson comme un « amalgame tourbillonnant » de production étincelante, de cordes évanouies, de piano scintillant et de paroles qui respirent la douleur du jeune amour, et loue l'écriture de Swift pour avoir « étonnamment » transmis des émotions mixtes complexes de douleur, de jalousie et de chagrin dans un « magnifique » air folk. Mylrea place cardigan au numéro quatre de sa liste de septembre 2020 classant toutes les 161 chansons de Swift à l'époque. Caragh Medlicott de Wales Arts Review considère la chanson comme « une résurgence de l'estime de soi découverte, quelque peu ironiquement, grâce à l'amour d'un autre ». Philip Cosores d'Uproxx écrit que cardigan est « enraciné dans les détails vifs et la chaleur mélodique qui caractérisent une grande partie de la musique [de Swift] ». Maura Johnston d'Entertainment Weeklyestime que les paroles de la chanson sont « confiantes » mais « légèrement amères ». Billboard, sur leur liste des 100 meilleures chansons de 2020, place cardigan à la 11e place, le qualifiant de « premier single différent de tout ce que Swift avait sorti auparavant ». Mettant l'accent sur sa narration « toute en finesse », The Plain Dealer classe la chanson numéro 6 sur sa liste des meilleures chansons de 2020. Complex classe la chanson au numéro 21 de son classement des meilleures chansons de 2020, mettant en évidence l'écriture évoluée de Swift.

## Performances commerciales
Sur Spotify, cardigan fait ses débuts avec plus de 7,742 millions d'écoutes, devenant la chanson la plus streamer sur la plateforme en 2020. Elle reste au sommet du classement pendant quatre jours consécutifs, à partir du 27 juillet 2020. À la suite de l'inauguration du palmarès Billboard Global 200 sept semaines après la sortie de folklore, cardigan entre à la 77e place du palmarès, daté du 19 septembre 2020.
Sur le Billboard Hot 100 américain, cardigan fait ses débuts à la première place, devenant le sixième single de Taylor Swift à se classer à la première place et le premier à le faire depuis Shake It Off en 2014. Cela fait d'elle la première artiste à faire ses débuts au numéro un des classements Hot 100 et Billboard 200 la même semaine. Le single est rejoint dans le top 10 par d'autres morceaux de folklore the 1 et exile, et passe le nombre de chanson de la chanteuse à avoir le Top 10 à 28. De plus, cela passe son record d'artiste féminine avec le plus grand nombre d'entrée directe dans le Top 10 à 18. Au cours de sa semaine d'ouverture, cardigan enregistre 34 millions de flux aux États-Unis, 12,7 millions d'impressions radio et 71 000 téléchargements numériques, faisant ses débuts au sommet des classements des chansons en streaming et des ventes de chansons numériques datés du 8 août 2020, étendant encore le record absolu de Swift en tant qu'artiste avec le plus de numéros un sur le tableau des ventes de chansons numériques à 20,. Lors de sa deuxième semaine dans le classement du Hot 100, cardigan tombe à la huitième place. En outre, la chanson a également été en tête des classements Alternative Streaming Songs, Alternative Digital Song Sales, Hot Alternative Songs et Hot Rock &amp; Alternative Songs.
En Australie, cardigan fait ses débuts à la première place du ARIA Singles Chart, devenant le sixième single de Swift en tête des charts dans le pays, et son premier single en tête des charts depuis Look What You Made Me Do (2017). C'est l'une des cinq chansons de l'album qui ont fait leurs débuts dans le top 10 du pays, faisant de folklore l'album avec le plus grand nombre de chansons parmi les 10 meilleures de 2020 dans le pays. Elle fait également ses débuts au numéro deux du Top 40 Songs de Nouvelle-Zélande, avec the 1 et exile dans le top 10,.
Sur le Canadian Hot 100, cardigan culminé à la troisième place, tandis qu'en Irlande, la chanson fait ses débuts à la quatrième place du Irish Singles Chart, accompagnée de exile et the 1 dans le top 10, montant le nombre de chanson de Taylor Swift ayant atteint le Top 10 irlandais à 15. Au Royaume-Uni, la chanson entre à la sixième place du UK Singles Chart, avec plus de 35 000 unités. exile et the 1 font également leurs débuts dans le top 10, portant le total des top 10 britanniques de Swift à 16, tout en faisant d'elle la sixième artiste féminine de l'histoire du Royaume-Uni à avoir trois chansons simultanément dans le top 10.
cardigan est aussi entré dans le charts en Autriche (numéro 46), Belgique (2), Croatie (27), République tchèque (29), Danemark (19), Estonie (15), France (138), Allemagne (67), Hongrie (29), Islande (26), Japon (94), Lituanie (17), Malaisie (2), Pays-Bas (1), Norvège (27), Portugal (26), Écosse (16), Singapour (2), Slovaquie (45), Espagne (66), Suède (31) et Suisse (51).

## Clip musical

### Synopsis
Un clip officiel de cardigan — écrit, réalisé et stylé par Taylor Swift — est sorti parallèlement à l'album le 24 juillet 2020. La vidéo « simple » et « onirique » commence avec Swift assis dans un cottage éclairé aux chandelles dans les bois, vêtu d'une chemise de nuit et jouant d'un piano droit vintage. Cette scène présente également une photographie du grand-père de Swift, Dean, qui a combattu lors de la bataille de Guadalcanal, et un tableau qu'elle a peint pendant la première semaine d'isolement du COVID-19. Lorsque la table d'harmonie commence à briller, elle y grimpe et est transportée comme par magie dans une forêt couverte de mousse, où elle joue la chanson sur un piano à queue produisant une cascade,.
Le banc du piano commence à briller et elle monte dessus. Elle est transportée dans une mer sombre et orageuse, où elle s'accroche à un piano flottant, La table d'harmonie du piano brille et elle monte dessus, et elle retourne au chalet, où elle enfile un cardigan. Selon une vidéo publiée sur son compte Vevo, la scène de la forêt « représente le début persistant d'une relation où tout semble magique et plein de beauté », tandis que la scène de l'océan « représente l'isolement et la peur qu'implique la rupture d'une relation ». La vidéo indique également que la scène de fin « signifie revenir à un sens de soi après avoir subi une perte amoureuse », découvrir son vrai soi ; la chemise de nuit trempée de Swift signifie comment la relation change l'individu. Le clip vidéo se caractérise par une esthétique de prairie et de cottagecore.

### Production
« She had the whole storyline—the whole notion of going into the piano and coming out into the forest, the water, going back into the piano. »

— Rodrigo Prieto on Swift
Le clip est inspiré par les films d'époque et fantastiques que Taylor Swift a regardés de manière isolée pendant le confinement du COVID-19. Elle contacte le directeur de la photographie Rodrigo Prieto début juillet pour travailler sur la vidéo ; Prieto avait auparavant travaillé sur le clip de The Man. En tant que réalisatrice, Taylor Swift travaille avec le réalisateur adjoint Joe Osborne et le scénographe Ethan Tobman (en). Elle developpe le concept de la vidéo, que Prieto décrit comme « plus ambigu », « plus personnel » et « plus fantaisiste » que The Man. Avant le tournage, elle rédige une liste de plans de la vidéo, détaillant les scènes avec des séquences temporelles spécifiques dans la chanson, et envoie des références visuelles à Prieto et Tobman pour communiquer sa vision de la vidéo.
La pandémie de COVID-19 en cours présente de nombreux défis pour le tournage, et des normes de sécurité étendues sont promulguées. Tous les membres d'équipage subissent des tests COVID-19, portent des masques en tout temps et pratiquent la distanciation sociale autant que possible. Un inspecteur médical sur place supervise les directives de santé et de sécurité liées à la COVID-19. Comme Taylor Swift devait rester démasqué pendant de longues périodes pendant le tournage, les membres de l'équipe portent des bracelets à code couleur pour indiquer ceux autorisés à entrer en contact étroit avec elle. De plus, toute la vidéo est filmée à partir d'une caméra montée sur un bras robotisé contrôlé par un opérateur à distance, une technique habituellement réservée aux plans de grue et aux plans de mise en contexte.
En plus de réaliser et de jouer, elle fait également son propre maquillage, se coiffe et s'habille pour la vidéo. Pour éviter que la chanson ne soit divulguée, Swift porte un écouteur et se réfère à ce son pour synchroniser le mouvement de ses lèvres. La vidéo est tournée en intérieur pendant un jour et demi. Swift et le monteur de la vidéo, Chancler Haynes, « travaillent simultanément à partir de deux endroits distincts sur le plateau afin de monter la vidéo à temps ».

### Mode et esthétique
Accompagnant la sortie de folklore et cardigan, Swift vendu des « cardigans folkloriques », les répliques du cardigan qu'elle porte dans le clip vidéo de la chanson — un tricot torsadé de couleur crème, avec des étoiles brodées argentées sur les gros coudes des manches, et bleu marine passepoil bleu et boutons —sur son site Web. Elle envoie également des cardigans à des amis célèbres et à des sympathisants. Le magazine de mode américain W pense que le cardigan est la pièce de résistance du merchandising centrée sur le cottagecore de l'album. Teen Vogue déclaré que le cardigan aide à créer « le cadre parfait pour comprendre le rôle que les vêtements jouent dans nos vies », ce qui donne une perspective différente dans la compréhension de la mode, remontant à la « valeur sentimentale » de celle-ci. Refinery29 déclaré que Swift revient à son « moi le plus vrai », à la fois musicalement et stylistiquement, renforcée par le cardigan et les robes de prairie, et trouvé le look de la chanteuse dans le clip vidéo similaire à celui d'une « rose anglaise » classique. Irish Independent décrit le cardigan comme un volumineux pull Aran « de style Clancy Brothers », et ajoute que Swift « à ce rythme, [jouera] un bodhrán et chantera The Auld Triangle sur Hill 16 ». Le radiodiffuseur national irlandais Raidió Teilifís Éireann remercie Swift d'avoir remis les cardigans « à la mode une fois de plus », après James Thomas Brudenell, Coco Chanel, Kurt Cobain et Elizabeth II. L'esthétique cottagecore rencontre un regain d'intérêt sur Internet après la sortie de la vidéo et de l'album.

## Récompenses et nominations
cardigan a reçu trois prix et quatorze nominations. La chanson remporte le prix du le clip vidéo préféré aux American Music Awards 2020, et concoure pour la chanson de l'année et la meilleure performance pop solo aux 63e Grammy Awards, marquant la cinquième chanson de Swift à être nommée pour la chanson de l'année et la quatrième dans la meilleure performance pop solo.

## Représentations en direct et reprises

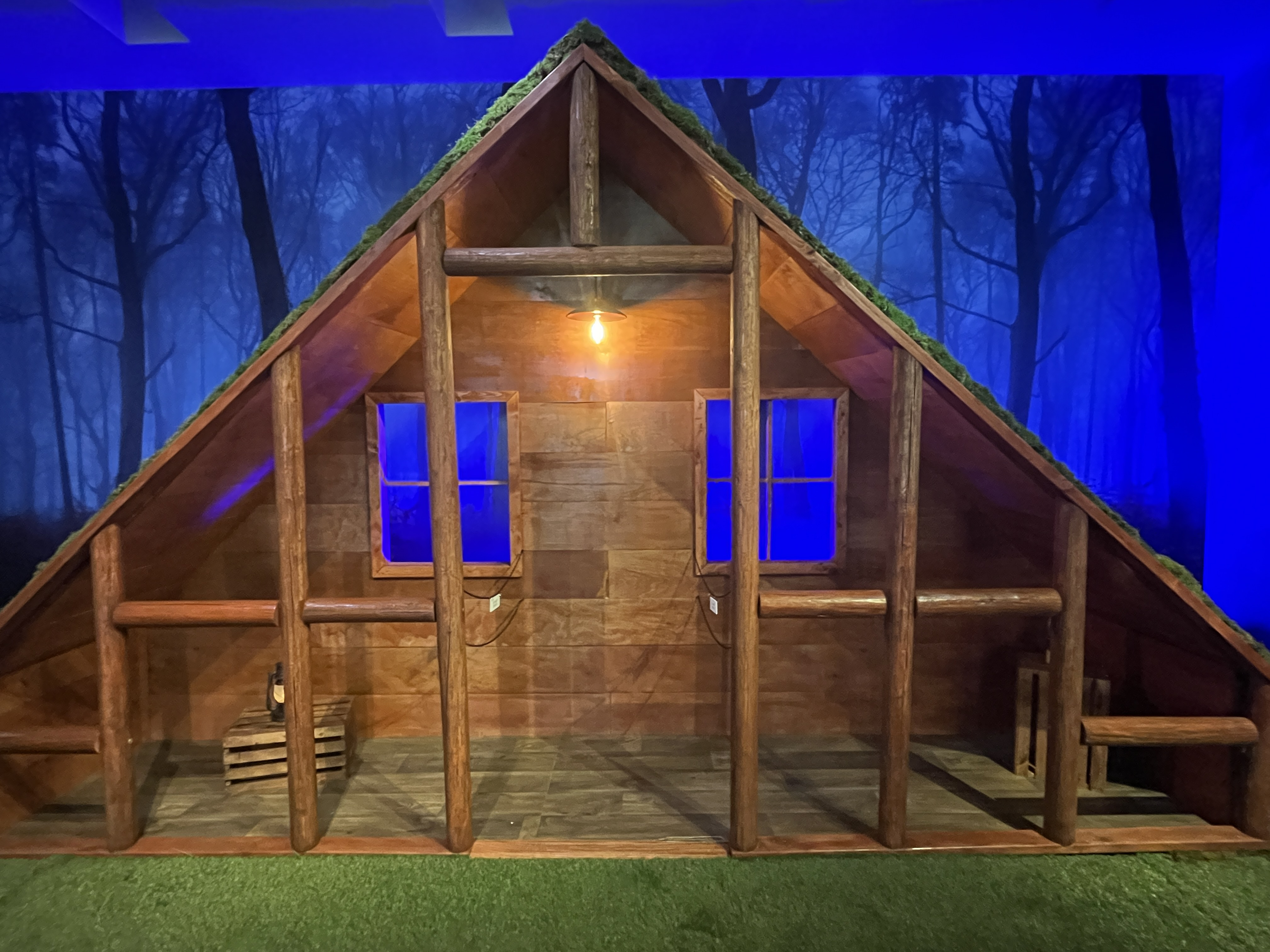
Le décor maison au-dessus duquel Swift a interprété cardigan lors de la 63e cérémonie des Grammy Awards. Elle a chanté la chanson assise sur le toit droit.

Swift interprète cardigan dans son film documentaire de concert de 2020, Folklore : the long pond studio sessions (en), aux côtés de tous les autres morceaux de folklore. Elle interprète aussi une version abrégée de cardigan à la 63e cérémonie des Grammy Awards, dans le cadre d'un medley avec august et willow (2020), dans un cadre cottagecore mettant en vedette une cabane couverte de mousse à l'intérieur d'une forêt, accompagnée Dessner et Jack Antonoff,. Cat Zhang de Pitchfork qualifie la performance de l'un des meilleurs moments du spectacle. Elle fait l'éloge de la voix de Taylor Swift et du thème de la forêt enchantée de la mise en scène, et qualifie le look de Swift pour la performance de « princesse féerique bienveillante dans un royaume de nains ». LeWashington Post classe la performance de Swift comme la sixième meilleure du show, mettant en évidence ses effets spéciaux inspirés du folklore, tels que « l'esthétique boisée et mystique » et « les arbres hantés et les lumières dorées scintillantes ». Le critique de Billboard Heran Mamo la qualifie de « Le Seigneur des Anneaux — rencontre — la fantaisie de Twilight », et la classe quatrième meilleure performance de la soirée. Rob Sheffield de Rolling Stone classe la performance de Swift comme la principale raison pour laquelle « nous avons adoré les Grammys 2021 », et la classe parmi les cinq meilleures performances Grammy de tous les temps.
En octobre 2020, l'auteur-compositeur-interprète anglais Yungblud reprend cardigan dans le cadre de enregistrement du Live Lounge de la BBC Radio 1. Il mélange la chanson avec I'm with You d'Avril Lavigne (2002), s'accompagnant d'une guitare acoustique, rejoint par un violoncelliste et deux violonistes, ce qui donne une performance joyeuse et chargée de cordes. Swift réagit positivement au medley,. En juillet 2021, le groupe de rock alternatif australien Something for Kate reprend également cardigan, pour un segment intitulé Like a Version sur la station de radio nationale australienne Triple J. Le groupe reste fidèle à l'arrangement original de la chanson,.

## Classements
| Chart (2020)                            | Meilleure position |
| --------------------------------------- | ------------------ |
| Australie (ARIA)                        | 1                  |
| Australie Country Hot 50 (TMN)          | 1                  |
| Autriche (Ö3 Austria Top 40)            | 46                 |
| Belgique (Flandre Ultratop 50 Singles)  | 2                  |
| Belgique (Wallonie Ultratop 50 Singles) | 21                 |
| Canada (Hot 100)                        | 3                  |
| Canada (Adult Contemporary)             | 25                 |
| Canada (CHR/Top 40)                     | 22                 |
| Canada (Hot AC)                         | 12                 |
| Croatie airplay (HRT)                   | 27                 |
| Tchéquie (IFPI Rádio)                   | 29                 |
| Danemark (Tracklisten)                  | 19                 |
| Estonie (Eesti Tipp-40)                 | 15                 |
| France (SNEP)                           | 138                |
| Allemagne (Media Control AG)            | 67                 |
| Grèce International (IFPI)              | 26                 |
| Hongrie (Rádiós Top 40)                 | 29                 |
| Islande (Plötutíðindi)                  | 26                 |
| Japon (Hot 100)                         | 94                 |
| Lituanie (AGATA)                        | 17                 |
| Malaisie (RIM)                          | 2                  |
| Pays-Bas (Dutch Tipparade 40 (nl))      | 1                  |
| Pays-Bas (Single Top 100)               | 57                 |
| Nouvelle-Zélande (RMNZ)                 | 2                  |
| Norvège (VG-lista)                      | 27                 |
| Portugal (AFP)                          | 21                 |
| Écosse (OCC)                            | 16                 |
| Singapour (RIAS)                        | 2                  |
| Slovaquie (IFPI Rádio)                  | 45                 |
| Espagne (PROMUSICAE)                    | 66                 |
| Suède (Sverigetopplistan)               | 31                 |
| Suisse (Schweizer Hitparade)            | 51                 |
| Royaume-Uni (UK Singles Chart)          | 6                  |
| États-Unis (Hot 100)                    | 1                  |
| États-Unis (Adult Contemporary)         | 12                 |
| États-Unis (Adult Pop Songs)            | 8                  |
| États-Unis (Pop Airplay)                | 17                 |
| US Rolling Stone Top 100                | 1                  |

| Chart (2020)                                | Position |
| ------------------------------------------- | -------- |
| US Adult Contemporary (Billboard)           | 31       |
| US Adult Top 40 (Billboard)                 | 24       |
| US Hot Rock & Alternative Songs (Billboard) | 6        |

| Chart (2021)                                | Position |
| ------------------------------------------- | -------- |
| US Hot Rock & Alternative Songs (Billboard) | 53       |

## Historique des versions
| Région     | Date            | Format(s)                                                                      | Version              | Étiquette | Ref.    |
| ---------- | --------------- | ------------------------------------------------------------------------------ | -------------------- | --------- | ------- |
| Divers     | 27 juillet 2020 | - 7-inch single - 12-inch single - CD single - digital download - picture disc | Original             | Republic  | [ 126 ] |
| Italie     | 27 juillet 2020 | Diffusion radio                                                                | Original             | Universal | [ 127 ] |
| États-Unis | 27 juillet 2020 | Adult contemporary                                                             | Original             | Republic  | [ 128 ] |
| États-Unis | 28 juillet 2020 | Radio                                                                          | Original             | Republic  | [ 129 ] |
| Divers     | 30 juillet 2020 | - 7-inch single - 12-inch single - CD single - digital download - streaming    | Cabin in Candlelight | Republic  | ,       |